# 世界足球 胜利十一人2008
《世界足球 胜利十一人2008》是一款由科乐美公司制作和发行的足球类电子游戏。本游戏于2007年10月首先发行。 游戏在任天堂DS、PlayStation 2、PlayStation 3和Xbox 360等平台发行。
与前作相比，本游戏以年份作为标题。任天堂Wii版本的游戏与其他平台有所不同，游戏主要运用了Wii Remote。
GameRankings和Metacritic给予本游戏Wii版本83.60%和83/100的分数，PlayStation 2版本82.58%和82/100的分数，PlayStation Portable版本79.74%和80/100的分数，Xbox 360版本75.53%和76/100的分数，PlayStation 3版本73.46%和74/100的分数，DS版本58.57%和58/100的分数。